# 舘山寺バスストップ
舘山寺バスストップ（かんざんじバスストップ）は、静岡県浜松市中央区呉松町の東名高速道路上にあるバス停留所である。東名舘山寺（とうめいかんざんじ）とも言う。スマートインターチェンジが併設されている（後述）。

## 概要
東名ハイウェイバスの急行便（名古屋駅〜静岡駅）1日1往復のみと、大阪イーライナー/浜松エクスプレス大阪号が停車する。
かつては、途中下車可能の指定バス停でもあった。
スマートインターチェンジ（後述）の建設工事に伴い、工事終了までは上下線ともにバス停への進入ができないため、2016年（平成28年）9月26日より全路線が利用を休止していた。その後、全路線とも2019年（令和元年）9月1日よりバス停の利用を再開することが発表された。

## 歴史
- 1969年（昭和44年）6月10日 : 開設。
- 2016年（平成28年）9月26日：休止。
- 2019年（令和元年）9月1日：再開。

## 隣接のバス停
- 東名ハイウェイバス
（バス休憩所・浜名湖サービスエリア） - 浜名湖BS - 舘山寺BS - 浜松北BS
- 大阪イーライナー/浜松エクスプレス大阪号（京都深草以遠のみ利用可）
（東名三ヶ日） - 東名舘山寺 - （浜松西インター駐車場）
- 京都イーライナー（長島温泉以遠のみ利用可）
（東名三ヶ日） - 東名舘山寺 - （浜松西インター駐車場）

## 距離
- 東京から260.7km

## 周辺
- 光産業創成大学院大学
- 浜松市動物園
- 遠鉄バス動物園バス停

## 舘山寺スマートインターチェンジ
舘山寺スマートインターチェンジ（かんざんじスマートインターチェンジ）は、静岡県浜松市中央区呉松町にある東名高速道路のスマートインターチェンジである。
本線直結型である。利用可能車種はETC搭載の全車種で24時間運用。上下線ともに出入可である。
このスマートインターチェンジの整備によって浜松西ICの利用者が分散し、舘山寺の遊園地や宿泊施設の利用客数が増加に転じた。

### 道路
- E1 東名高速道路（16-3番）

### 接続する道路

#### 直接接続
- 上り線
静岡県道320号引佐舘山寺線
- 下り線
静岡県道368号湖東舘山寺線

### 歴史
- 2019年（平成31年）3月17日 : 供用開始[7]。

## 隣
E1 東名高速道路
(16-2)浜松西IC - (16-3)舘山寺BS / 舘山寺スマートIC - 浜名湖SA - (17)三ヶ日IC